# Street Skillz
Street Skillz est un label discographique de hip-hop français, fondé en 2001 par le rappeur Soprano.

## Histoire
Street Skillz est lancé vers 2001 sous forme associative par les rappeurs Soprano et Cesare, le disc jockey Mej, et le coordinateur et manager Mateo. Le nom du label, signifiant « technique de rue » en anglais, s'inspire des différents moyens utilisés pour s’en sortir. Street Skillz débute en réalisant de nombreuses mixtapes (Mains pleines de ciment vol.1 et vol.2, Block life 1, 2, 3 et 4). Le label signe initialement des jeunes talents. C'est véritablement en 2004, que Street Skillz prend son envol. L'association devient société et les mixtapes commencent à faire du bruit. Soprano enchaîne les succès avec ces singles Halla Halla, À la bien et Ferme les yeux et imagine toi en duo avec Blacko (Sniper).
En 2006, Léa Castel signe à Street Skillz. Le titre Notre silence a toujours son mot à dire de Carpe Diem atteint la 162e place du Top Albums France le 18 mai 2009.
En février 2010, DJ Mej annonce une nouvelle mixtape au label pour avril la même année. Il est également annoncé pour le 26 avril que toutes les anciennes mixtapes de Street Skillz seront disponibles sur toutes les plates-formes de téléchargement payant. Street Skillz vol.1 comprendra 17 titres inédits dont un solo de Soprano, Mino, La Swija, Révolution Urbaine et Carpe Diem.
DJ Mej publie la mixtape Mixtape Street Skillz vol.1, qui fait participer tous les artistes signés sur Street Skillz. Le 4 juin 2010, les membres de Street Skillz Soprano, Mino, La Swija, Carpe Diem et Révolution Urbaine jouent sur scène à L'affranchi, à Marseille. À la fin de 2011, Carpe Diem annonce un nouvel album au label.

## Artistes
Les artistes signés par Street Skillz sont :
- Soprano
- DJ Mej
- Carpe Diem
- La Swija
- Mino
- Cesare
- Révolution Urbaine
- L.M (Liaison Meurtrière)

## Productions
- 2001 : Block life vol.1 (mixtape)
- 2002 : Block life vol.2 (mixtape)
- 2002 : Mains pleines de ciment 1 (mixtape)
- 2002 : Block Life Vol.3
- 2003 : We Copy The Remix (mixtape avec la participation de Soprano, Mino & Cesare)
- 2004 : Des racines et des ailes (premier album de La Swija)
- 2004 : Mains pleines de ciment 2 (mixtape)
- 2005 : Stallag 13 (mixtape)
- 2006 : Block Life Vol.4
- 2006 : Psychanalyse avant l'album (mixtape de Soprano)
- 2007 : Puisqu'il faut vivre (premier album solo de Soprano)
- 2007 : Il était une fois (premier album de Mino)
- 2008 : Pressée de vivre (album de Léa Castel)
- 2008 : Live au Dôme de Marseille (CD live de Soprano)
- 2008 : Psychanalyse après l'album (DVD live de Soprano)
- 2009 : Au sourire levant (deuxième album de La Swija)
- 2009 : Notre silence a toujours son mot à dire (deuxième street album de Carpe Diem)
- 2009 : L'histoire ne fait que commencer (premier street album de Révolution Urbaine)
- 2009 : Un dernier coup d'œil dans le rétroviseur (mixtape d'Alonzo)
- 2010 : Mixtape Street Skillz vol.1 (mixtape de Street Skillz, mixée par DJ Mej)
- 2010 : De Puisqu'il faut vivre à La Colombe (deuxième mixtape de Soprano)
- 2010 : La Colombe & Le Corbeau (quatrième album solo de Soprano)
- 2012 : E = 2 MC's (Soprano,REDK)
- 2014 : Chant de vision (REDK)
- 2014 : Cheval de Troie (Révolution Urbaine)
- 2014 : Cosmopolitanie (Soprano)